# Ostrzew (Góry Sowie)
Ostrzew (niem. Spitzberg)  716 m n.p.m. – wzniesienie w południowo-zachodniej Polsce, w Sudetach Środkowych, w Górach Sowich.

## Położenie i opis
Wzniesienie położone jest w północno-zachodniej części Górach Sowich, około 3,1 km na północ od Wielkiej Sowy. 
Wyrasta w końcowej północno-zachodniej części Gór Sowich w niewielkiej odległości od wzniesienia Kokot, położonego po północno-wschodniej stronie, od którego oddzielone jest wyraźnym siodłem. Wyraźne stożkowe wzniesienie o dość stromych zboczach stanowiące niższą południowo-zachodnią kulminację Kokota. Zbocze zachodnie stromo opada do górnej części doliny Młynówki.  Wzniesienie od wschodniej strony góruje nad osadą Modlęcin stanowiącą część wsi Glinno.
Wzniesienie zbudowane jest z dolnokarbońskich zlepieńców gnejsowych, zlepieńców gabrowych, łupków szarogłazowych i ilastych z soczewami wapieni oraz kersantytów. Zbocza wzniesienia pokrywa warstwa młodszych osadów z okresu zlodowaceń plejstoceńskich.
Szczyt i górna partia zboczy od poz. 630 m n.p.m. porośnięta jest lasem lasy świerkowym regla dolnego. Niższe partie zboczy wzniesienie zajmują nieużytki, łąki i pastwiska, na których rosnące ciągi drzew i kępy krzaków wyznaczają dawne miedze i polne drogi. Zachodnim zboczem prowadzi lokalna droga znad Jeziora Bystrzyckiego przez Glinno na Przełęcz Walimską. U podnóża wzniesienia, po zachodniej stronie, położona jest niewielka, wyludniona osada wiejska Modlęcin. Położenie wzniesienia, stożkowy kształt i wyraźna część szczytowa, czynią wzniesienie rozpoznawalnym w terenie.

## Inne
- Północno-wschodnim podnóżem góry przebiega granica administracyjna między powiatem wałbrzyskim i świdnickim.

## Turystyka
- W pobliże szczytu można dojść ścieżką od strony południowo-zachodniej z osady Modlęcin[1].
- Zbocza wzniesienia stanowią punkt widokowy.